# Eurhynchium integrifolium
Eurhynchium integrifolium là một loài rêu trong họ Brachytheciaceae. Loài này được Schimp. ex Müll. Hal. mô tả khoa học đầu tiên năm 1897.